# Paraguaçu Paulista (ort)
Paraguaçu Paulista är en ort i Brasilien.   Den ligger i kommunen Paraguaçu Paulista och delstaten São Paulo, i den södra delen av landet, 800 km söder om huvudstaden Brasília. Paraguaçu Paulista ligger 510 meter över havet och antalet invånare är 39 120.
Terrängen runt Paraguaçu Paulista är platt. Paraguaçu Paulista är det största samhället i trakten.
Runt Paraguaçu Paulista är det i huvudsak tätbebyggt. Runt Paraguaçu Paulista är det ganska tätbefolkat, med 96 invånare per kvadratkilometer.